# Tour Opus 12
Tour Opus 12 (znany także pod nazwą Tour PB12, oraz Tour Crédit Lyonnais) – budynek biurowy w miejscowości gminnej Puteaux należącej do aglomeracji paryskiej, o wysokości 100 m i posiadający 27 kondygnacji. Budynek został otwarty w 1973 roku. W latach 2002–2004 został całkowicie przebudowany przez francuską firmę Bouygues, przekształcono m.in. fasadę budynku, zmieniono jego wnętrza, nadając mu nowoczesny wygląd.